# ولادا روسلیاکف
ولادا روسلیاکف (Влада Рослякова؛ زادهٔ ۸ ژوئیهٔ ۱۹۸۷) یک مانکن (فرد) اهل روسیه است.